# Linyphia karschi
Linyphia karschi là một loài nhện trong họ Linyphiidae.
Loài này thuộc chi Linyphia. Linyphia karschi được Carl Friedrich Roewer miêu tả năm 1942.